# Tom Hooper

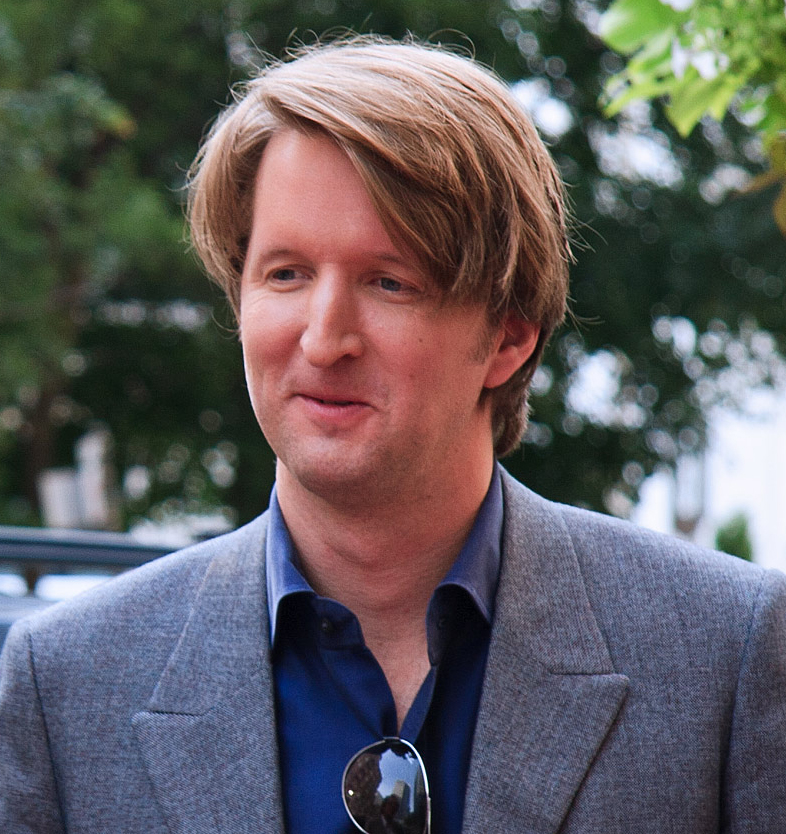
Tom Hooper beim Toronto International Film Festival 2010

Thomas George „Tom“ Hooper (* 1. Oktober 1972 in London, England) ist ein britisch-australischer Film- und Fernsehregisseur. Hooper arbeitete zunächst im britischen Fernsehen, wo er vor allem als Regisseur von Historienfilmen auffiel. 2005 drehte er mit Helen Mirren den zweiteiligen Fernsehfilm Elizabeth I, für den er mit dem Emmy Award als bester Regisseur eines Fernsehfilms ausgezeichnet wurde. Elizabeth I sowie die 2008 veröffentlichte Miniserie John Adams – Freiheit für Amerika erhielten zahlreiche Preise.
2010 wurde Hoopers dritte Kinoproduktion, der Historienfilm The King’s Speech, veröffentlicht. Der Film wurde von der Kritik positiv aufgenommen und mehrfach ausgezeichnet, unter anderem mit dem Producers Guild of America Award und dem Oscar für Colin Firth als bester Schauspieler. Hooper gewann als Regisseur von The King’s Speech unter anderem den Oscar und wurde für den Golden Globe und den British Academy Film Award (BAFTA Award) nominiert.

## Leben
Tom Hooper wurde 1972 als Sohn einer australischen Autorin und eines englischen Medienunternehmers geboren. Hooper wuchs in London auf, wo er die Highgate School besuchte. Bereits als Zwölfjähriger begann er sich für die Filmproduktion zu interessieren, kurz darauf drehte er seine ersten Amateurfilme.
Nach Abschluss seiner schulischen Ausbildung produzierte Tom Hooper den Kurzfilm Painted Faces, der 1992 von dem britischen Fernsehsender Channel 4 ausgestrahlt wurde. Hooper begann ein Englischstudium in Oxford, arbeitete aber parallel als Regisseur für Werbespots sowie als Theaterregisseur im Oxford Playhouse.
Durch Vermittlung des Fernsehproduzenten Matthew Robinson begann Hooper 1997 für das britische Fernsehen zu arbeiten. Nach der kurzlebigen Seifenoper Quayside führte er Regie bei der Jugendserie Byker Grobe sowie bei mehreren Episoden der Seifenoper EastEnders und der Comedyserie Cold Feet. 2001 wandte Tom Hooper sich erstmals einem Kostümdrama zu. Für die BBC drehte er den auf den Romanen Nancy Mitfords basierenden Zweiteiler Love in a Cold Climate. 2002 folgte mit Daniel Deronda eine dreiteilige Verfilmung von George Eliots gleichnamigem Roman. Beide Fernsehfilme wurden für mehrere BAFTA-Fernsehpreise nominiert. 2003 erhielt Hooper eine Anfrage von Granada Television, die sechste Staffel der Krimiserie Heißer Verdacht zu inszenieren. Hooper war zunächst wenig angetan von der Idee, die Regie bei der Serie zu übernehmen, doch Hauptdarstellerin Helen Mirren überredete ihn, mitzumachen und garantierte ihm jede künstlerische Freiheit.
2004 gab Tom Hooper sein Kinodebüt mit dem Drama Red Dust – Die Wahrheit führt in die Freiheit, einer britisch-südafrikanischen Koproduktion. Im folgenden Jahr übernahm Hooper auf Wunsch von Helen Mirren die Regie bei dem zweiteiligen Fernsehfilm Elizabeth I. über die letzten beiden Jahrzehnte der Regierungszeit der englischen Königin. Die Koproduktion von Channel 4 und dem amerikanischen Fernsehsender HBO gewann zahlreiche Fernsehpreise. Helen Mirren wurde bei der Golden-Globe-Verleihung 2007 sowohl als beste Hauptdarstellerin eines Filmdramas (Die Queen) als auch als beste Hauptdarstellerin einer Miniserie oder eines Fernsehfilms ausgezeichnet. Bei der Primetime-Emmy-Verleihung 2006 erhielt Elizabeth I. neun Auszeichnungen, neben der für Mirren als Darstellerin auch für Tom Hooper als Regisseur. Auch die nächste Arbeit Hoopers, der Fernsehfilm Die Moormörderin von Manchester über die Bemühungen Lord Longfords, eine Begnadigung der Serienmörderin Myra Hindley zu erreichen, war eine Koproduktion von Channel 4 und HBO. Jim Broadbent wurde für die Darstellung Longfords unter anderem mit einem Emmy Award und dem BAFTA Television Award ausgezeichnet. Hooper selbst wurde mit der Nymphe d’Or des Festival de Télévision de Monte-Carlo geehrt.
Die Erfolge von Elizabeth I. und Die Moormörderin von Manchester führten dazu, dass Tom Hanks Hooper die Regie für eine mehrteilige Fernsehserie über John Adams, den zweiten Präsidenten der Vereinigten Staaten, anbot. Der von Hanks und HBO produzierten Miniserie John Adams – Freiheit für Amerika stand ein Budget von 100 Millionen US-Dollar zur Verfügung und war damit zum Zeitpunkt ihrer Fertigstellung das teuerste Fernsehdrama. Mit Paul Giamatti in der Titelrolle erwies sie sich als ein großer Erfolg und stellte bei der Primetime-Emmy-Verleihung 2008 mit 13 Auszeichnungen einen neuen Rekord für eine Miniserie auf. Hooper selbst ging bei der Emmy-Verleihung dagegen leer aus.
Hoopers nächstes Projekt war wieder ein britisches Thema. Nach dem Rückzug von Stephen Frears übernahm Hooper die Regie bei dem Sportdrama The Damned United, das Brian Cloughs kurzes Gastspiel im Sommer 1974 als Trainer beim Fußballclub Leeds United thematisierte. Er arbeitete bei diesem Film erneut mit dem Drehbuchautor Peter Morgan zusammen, der auch das Drehbuch zu Die Moormörderin von Manchester geschrieben hatte. The Damned United wurde zu einem Publikumserfolg im Vereinigten Königreich und etabliert Hooper als Filmregisseur.

Hooper mit seinem gewonnenen Regie-Oscar für The King’s Speech und der Vorjahressiegerin Kathryn Bigelow

Hoopers dritte Kinoarbeit war eine Adaption des noch unveröffentlichten Theaterstückes The King’s Speech von David Seidler, das die Beziehung des britischen Königs Georg VI. zu seinem australischen Sprachtherapeuten Lionel Logue behandelte. Hoopers Mutter machte ihn auf dieses Theaterstück aufmerksam und erinnerte den Regisseur an seine eigene britisch-australische Familiengeschichte. Für The King’s Speech wurden Colin Firth, Helena Bonham Carter und Geoffrey Rush als Hauptdarsteller verpflichtet, mit The Weinstein Company wurde ein amerikanischer Verleiher für die britische Produktion gewonnen. Der Film wurde im September 2010 auf dem Telluride Film Festival uraufgeführt und gewann im selben Monat den Publikumspreis beim Toronto International Film Festival. The King’s Speech wurde zu Tom Hoopers bislang größtem Kinoerfolg, der Film gewann zahlreiche Preise in der Filmpreis-Saison 2010/11. Vor allem Colin Firth wurde mehrfach ausgezeichnet, darunter mit dem Golden Globe Award und dem British Independent Film Award. Die Academy of Motion Picture Arts and Sciences (AMPAS) und Producers Guild of America zeichnete The King’s Speech als besten Kinofilm aus, Tom Hooper gewann ebenfalls den Oscar, den Directors Guild of America Award und wurde unter anderem für den Golden Globe Award und den BAFTA Award als bester Regisseur nominiert. The King’s Speech wurde mit insgesamt sieben BAFTAs und vier Oscars ausgezeichnet.
Parallel zu den Dreharbeiten an The King’s Speech bereitete Hooper zunächst eine Neuverfilmung von John Steinbecks Jenseits von Eden vor, doch das Projekt wurde von dem amerikanischen Studio Universal Pictures aufgegeben. Des Weiteren plant Hooper eine Verfilmung von Nelson Mandelas Autobiografie Der lange Weg zur Freiheit.
Anfang September 2011 wurde Hoopers Verpflichtung als Regisseur an der Kinoverfilmung des Musicals Les Misérables mit Hugh Jackman, Russell Crowe und Anne Hathaway in den Hauptrollen bekannt. Die Filmfassung wurde am 23. November 2012 in New York uraufgeführt. Hooper wagte in dieser Adaption des Bühnenmusicals das Experiment, den Gesang der Darsteller live am Set aufzunehmen (anstatt, wie üblich, im Studio).
2015 führte er Regie bei der Filmbiografie The Danish Girl. Premiere hatte der Film am 5. September 2015 bei den Internationalen Filmfestspielen von Venedig, kam am 27. November 2015 in die US-Kinos und am 7. Januar 2016 in die deutschen Kinos.
Zu Weihnachten 2019 kam Hoopers Fantasy-Musicalfilm Cats nach dem gleichnamigen Musical in die Kinos, der von der Kritik überwiegend negativ aufgenommen wurde und sich auch an den Kinokassen als Flop erwies.

## Filmografie (Auswahl)
- 1992: Painted Faces
- 1998–2000: EastEnders (Fernsehserie, 6 Folgen)
- 2001: Love in a Cold Climate
- 2002: Daniel Deronda
- 2003: Heißer Verdacht: Die letzten Zeugen (Prime Suspect VI: The Last Witness, Fernsehserie, 2 Folgen)
- 2004: Red Dust – Die Wahrheit führt in die Freiheit (Red Dust)
- 2005: Elizabeth I
- 2006: Die Moormörderin von Manchester (Longford)
- 2008: John Adams – Freiheit für Amerika (John Adams, Miniserie)
- 2009: The Damned United – Der ewige Gegner (The Damned United)
- 2010: The King’s Speech
- 2012:  Les Misérables
- 2015: The Danish Girl
- 2019: Cats

## Auszeichnungen
- 2005: Spezialpreis der Jury des International Film Festival of India (Red Dust)
- 2006: Emmy als bester Regisseur einer Miniserie, eines Fernsehfilms oder eines Specials (Elizabeth I)
- 2007: Nymphe d’Or des Festival de Télévision de Monte-Carlo als bester Regisseur eines Fernsehfilms (Die Moormörderin von Manchester)
- 2010: Hollywood Film Award als Regisseur des Jahres (The King’s Speech)
- 2011: Directors Guild of America Award als bester Regisseur (The King’s Speech)
- 2011: Goya in der Kategorie Bester europäischer Film (The King’s Speech)
- 2011: London Critics Circle Film Award als bester britischer Regisseur (The King’s Speech)
- 2011: Independent Spirit Award in der Kategorie Bester ausländischer Film (The King’s Speech)
- 2011: Oscar als bester Regisseur (The King’s Speech)
- 2011: David di Donatello in der Kategorie Bester Film der Europäischen Union (The King’s Speech)
- 2011: Nastro d’Argento als bester Regisseur eines europäischen Films (The King’s Speech)
- 2020: Goldene Himbeere für den schlechtesten Film (Cats)
- 2020: Goldene Himbeere für die schlechteste Regie (Cats)
- 2020: Goldene Himbeere für das schlechteste Drehbuch (Cats)